# Dorchester (Boston)
Dorchester ist eine frühere Gemeinde und heutiger Stadtteil (Neighborhood) von Boston im Bundesstaat Massachusetts der Vereinigten Staaten. Der Stadtteil wurde nach der Stadt Dorchester in der englischen Grafschaft Dorset benannt, von wo die puritanischen Auswanderer emigrierten. Heute wird der Stadtteil von seinen Bewohnern liebevoll „Dot“ (Pünktchen) genannt.
Dorchester wurde gemeinsam mit einem Großteil der heutigen Stadt Boston im Jahr 1630 gegründet. Dennoch war die Stadt bis zu ihrer Annektierung durch Boston im Jahr 1870 ein eher ländlicher Flecken mit nicht mehr als 12.000 Einwohnern. Die Anbindung durch Straßen und Straßenbahnen an die umliegenden Gebiete brachte Dorchester ein kräftiges Wachstum, so dass die Einwohnerzahl sprunghaft auf 150.000 im Jahr 1920 anstieg. Heute ist der Stadtteil wesentlich von der Arbeiterklasse bewohnt und hat viele Afroamerikaner und aus Europa stammende Anwohner. Immer noch kommen Latinos und Immigranten aus Irland, der westlichen Karibik sowie aus Asien hier an.
Seit Anfang der 2000er Jahre erfährt Dorchester einen großen Zuwachs von Berufsanfängern, Schwulen, Lesben, Transsexuellen, Diversen und arbeitenden Künstlern, was die Vielfalt des Stadtteils positiv beeinflusst hat.

## Geografie

### Geografische Lage
Dorchester liegt südlich des Zentrums von Boston und ist umgeben von den Stadtteilen South Boston, Roxbury, Mattapan und South End. Außerdem grenzt er an die Städte Quincy und Milton, von denen er durch den Neponset River getrennt wird. Dorchester umfasst die Postleitzahlenbereiche (ZIP-Codes) 02121, 02122, 02124 und 02125.

### Ausdehnung des Stadtteils

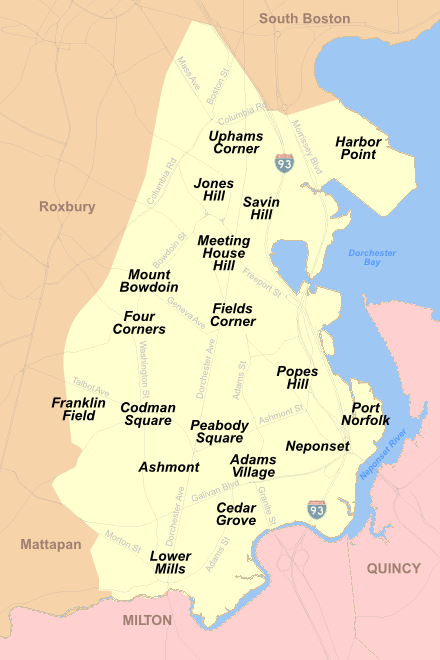
Karte mit wichtigen Orten in Dorchester

Dorchester ist der größte und zugleich bevölkerungsreichste Stadtteil in Boston und besteht aus einer Vielzahl kleinerer Abschnitte und Plätze. Aufgrund seiner Größe von etwa 6 mi² (16 km²) wird das Gebiet häufig für statistische Zwecke in Nord- und Süd-Dorchester aufgeteilt. Dabei umfasst Nord-Dorchester die Bereiche nördlich der Quincy Street, East Street und Freeport Street. Die dortige Innenstadt befindet sich rund um Uphams Corner an der Kreuzung zwischen Dudley Street und Columbia Road. Süd-Dorchester wird im Osten durch die Dorchester Bay und im Süden durch den Neponset River begrenzt. In diesem Teil befinden sich die Ortszentren bei Fields Corner an der Kreuzung von Dorchester Avenue und Adams Street sowie am Codman Square an der Kreuzung von Washington Street und Talbot Avenue.
Die Dorchester Avenue bildet mit ihrem Süd-Nord-Verlauf von Lower Mills bis nach Downtown Boston das Rückgrat des Stadtteils. Der südliche Teil von Dorchester ist vorwiegend von Wohngebieten geprägt und durch Kirchengemeinden strukturiert. Hier wohnen viele Familien bereits seit Generationen. Der nördliche Teil hat hingegen eher städtischen Charakter mit einem größeren Anteil an Apartmenthäusern und Industriegebieten.
Die Bezirke South Bay Center und Newmarket bieten vielen Einwohnern Arbeitsplätze, während einige große Arbeitgeber in Harbor Point (dem früheren Columbia Point) ihren Sitz haben, darunter der Bostoner Campus der University of Massachusetts Boston, die Massachusetts Archives sowie die John F. Kennedy Library. Der gesamte Stadtteil befindet sich fortwährend im Wandel, was sich unter anderem im jüngsten Wachstum der Geschäftsbezirke Bowdoin/Geneva, Fields Corner, Codman Square, Peabody Square, Adams Village und Lower Mills niederschlägt. Einige Bereiche bleiben jedoch Wohngebieten vorbehalten: Savin Hill, Jones Hill, Four Corners, Franklin Field, Franklin Hill, Ashmont, Meeting House Hill, Neponset, Popes Hill und Port Norfolk.
Die Sektionen von Dorchester sind jeweils aus fest definierten ethnischen, sozioökonomischen und herkunftsbezogenen Kriterien zusammengesetzt. In den östlichen Bereichen (insbesondere zwischen Adams Street und Dorchester Bay) leben vorwiegend Europäer und Asiaten gemeinsam mit Iren und Vietnamesen, während im Westen und im Zentrum sowie teilweise im Süden von Dorchester hauptsächlich Afroamerikaner aus Haiti, Jamaika, Barbados und Trinidad und Tobago leben. In Neponset an der südöstlichen Ecke des Stadtteils prägen ebenso wie in Teilen von Savin Hill im Norden und Cedar Grove im Süden Iren das Straßenbild.
Der nördliche Teil von Dorchester bildet gemeinsam mit dem südwestlichen Teil von South Boston das Polnische Dreieck, in dem vorwiegend Immigranten aus Polen leben. In Savin Hill leben ebenso wie in Fields Corner viele Vietnamesen. In Uphams Corner gibt es eine Gemeinschaft von Einwanderern von den Kapverdischen Inseln.

### Stadtgliederung

#### Ashmont
Der Bezirk Ashmont befindet sich an der Grenze zu Milton und besteht aus den Bereichen Ashmont Hill, Peabody Square und Ashmont-Adams. Die wichtigsten Straßen sind Ashmont Street, Gallivan Blvd. und Dorchester Avenue.
Der Stadtteil entwickelte sich nach der Annektierung von Dorchester durch Boston im Jahr 1870. Die Struktur wurde wesentlich durch die Familien Welles und Carruth geprägt, die ihre Grundstücke für den Bau größerer viktorianischen Häuser zur Verfügung stellten, für welche die Gegend bis heute berühmt ist. An anderen Stellen in Ashmont finden sich eher Zwei- und Dreifamilienhäuser. Der Bereich entlang der Dorchester Avenue ist eher geschäftlich geprägt.
An der Ashmont Station hält die U-Bahn MBTA-Red Line, ebenso gibt es eine Verbindung zur Ashmont–Mattapan High Speed Line, die nach Mattapan führt.
Sehenswert ist auch die vom Architekten Ralph Adams Cram gemeinsam mit Bertram Goodhue entworfene und 1892 erbaute Episkopalkirche All Saints' Church an der Adresse 211 Ashmont Street, die mit der Nummer 80000678 am 16. Juni 1980 in das National Register of Historic Places aufgenommen wurde. Sie ist eine Gemeinde der Episcopal Diocese of Massachusetts.

#### Codman Square District
Der Codman Square District ist ein Historic District in Dorchester, der von den Straßen Norfolk, Talbot, Epping, Lithgow, Centre und Moultrie begrenzt wird. Der Distrikt wurde größtenteils im Jahr 1806 errichtet und am 23. Juni 1983 in das National Register of Historic Places unter der Nummer 83000602 aufgenommen.

#### Lower Mills
Der mit vollem Namen korrekt bezeichnete Dorchester-Milton Lower Mills Industrial District ist als Historic District eingetragen und erstreckt sich auf beiden Seiten des Neponset River in Dorchester und Milton. Lower Mills ist daher sowohl ein Stadtteil von Dorchester als auch von Milton – vor dem Jahr 1662 war Milton ein Teil von Dorchester. Der Bezirk befindet sich ganz im Süden von Dorchester und wird im Osten durch die Dorchester Bay bzw. im Süden durch den Neponset River begrenzt.
Der Distrikt wurde im Jahr 1868 errichtet und am 2. April 1980 in das National Register of Historic Places unter der Nummer 80000675 aufgenommen.

#### Savin Hill

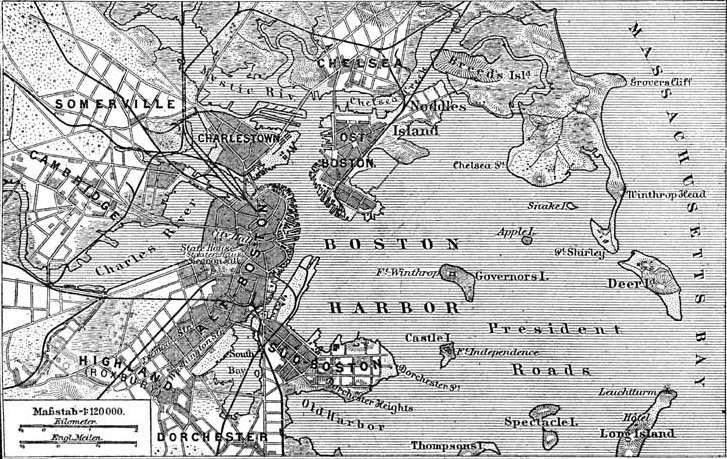
Deutsche Karte des Boston Harbor aus dem Jahr 1888 mit Dorchester in der linken unteren Ecke

Der Bezirk Savin Hill wurde nach dem Hügel benannt, auf dem er sich befindet und den er auch umgibt. Er umfasst ein Gebiet von etwa 1 mi² (3 km²) und beherbergt ca. 15.000 Einwohner. In der Nähe befinden sich Savin Hill Beach und Malibu Beach, die als Erholungsgebiete auch für andere umliegende Gemeinschaften dienen. Der öffentliche Personennahverkehr wird vor allem durch die Station Savin Hill der MBTA angebunden.
In Savin Hill befindet sich am Morrissey Boulevard der 1875 als Savin Hill Beach Association gegründete und 1888 umbenannte Savin Hill Yacht Club.
Die Neponset-Indianer, die Teil des größeren Stamms der Massachusett waren, verbrachten über Jahrhunderte die Sommermonate in Savin Hill, bis die Europäer kamen. John Smith, der erste englische Siedler in Amerika, besuchte Dorchester 1614 und handelte mit den Neponset.
Das heutige Savin Hill wurde im Juni 1630 gegründet und besiedelt, nur wenige Monate nach der Gründung von Boston. Als erste erreichten Puritaner das Gebiet, die mit der Mary and John aus England gekommen waren. Zunächst siedelten sie weiter südlich an der Küste in der Gegend um Hull, zogen dann aber weiter nördlich zu einem Hügel, der Blick auf einen geschützten Hafen (heute Dorchester Bay) bot. Die Siedler bauten eine Siedlung für etwa 140 Menschen in der Nähe der heutigen Kreuzung von Grampian Way und Savin Hill Avenue. Ursprünglich nannten sie das Gebiet Rock Hill, um 1780 wurde der Name jedoch zu Old Hill geändert.
Die ursprüngliche Ausdehnung von Dorchester reichte beinahe bis an die Grenze zu Rhode Island. Im Laufe der Zeit zogen jedoch Einwohner fort, so dass bis 1870 die Stadt schrumpfte – zu diesem Zeitpunkt verschwand sie vollständig von der Landkarte, da sie nach Boston eingemeindet wurde und ihr Name nun einen Stadtteil bezeichnete. Der Rocky Hill, wo die Puritaner sich zuerst angesiedelt hatten, wurde im gleichen Zug in Savin Hill umbenannt. Der Name wurde bereits 1819 von Joseph Tuttle erfunden, einem örtlichen Gastwirt, der ein Luxushotel an der Kreuzung der heutigen Savin Hill Avenue und Tuttle Street eröffnet hatte. Er geht auf Wacholderbäume (englisch savin tree) zurück, die in der Gegend in großen Mengen wuchsen.
Nach dem Ende des Sezessionskriegs begann die Familie Worthington, die einen Großteil der Landfläche im heutigen Savin Hill besaß, Grundstücke für den Häuserbau zu verkaufen. Zu dieser Zeit wurden die meisten der viktorianischen Häuser errichtet, die heute noch am Hang stehen.
Der kontinuierliche Ausbau des Transportwesens beeinflusste auch die Entwicklung des Bezirks. Die Shawmut Branch Railroad verband Savin Hill ab 1872 mit dem Zentrum von Boston. Schon bald wurde die Gesellschaft durch die Old Colony Railroad aufgekauft. Die heute genutzte Station Savin Hill der MBTA wurde 1927 Teil des Bostoner Gesamtnetzes und wird durch die Red Line bedient.
Als Savin Hill in den frühen 1930er Jahren im Zuge der Errichtung des Morrissey Boulevard vom Meer getrennt wurde, konnten die Grenzen des Bezirks innerhalb von Dorchester erstmals klar definiert werden. Diese wurden durch den Bau des Southeast Expressway (Interstate 93) in den späten 1950er Jahren noch weiter verfeinert.
Die relative Isolation sowie eine hohe Bevölkerungsdichte und die Nähe zur Innenstadt von Boston haben wesentlich dazu beigetragen, Savin Hill in den vergangenen Jahren umfassend zu gentrifizieren. Viele der dort ursprünglich errichteten traditionellen Zwei- und Dreifamilienhäuser wurden seit den späten 1990er Jahren in Eigentumswohnungen umgewandelt. Befürchtungen, dass langjährige Einwohner aufgrund von Preissteigerungen aus dem Viertel vertrieben werden, haben sich nicht bewahrheitet.
Savin Hill wurde am 9. Mai 2003 unter der Nummer 03000385 als Historic District in das National Register of Historic Places eingetragen.

#### Uphams Corner
Der Distrikt Uphams Corner wurde nach John Upham benannt, der für viele Jahre dort ein Lebensmittelgeschäft betrieb, wird jedoch auch häufig als Columbia Square bezeichnet. Das Gebiet wird durch mehrere Buslinien der MBTA Fairmount Commuter Rail bedient.
In Uphams Corner gibt es die größte Gemeinschaft von Immigranten von den Kapverdischen Inseln in ganz Boston. Außerdem können dort einige historische Sehenswürdigkeiten besichtigt werden, darunter das Strand Theatre, die Columbia Square Barbonic Hall und der Dorchester North Burying Ground, der als zweitältester Friedhof in den gesamten USA gilt. Der Jones Hill und Edward Everett Square werden ebenfalls häufig als Teil von Uphams Corner bezeichnet, tatsächlich handelt es sich jedoch um separate Gebiete.
Einige der Außen- und Innenansichten des Films Gone Baby Gone – Kein Kinderspiel, bei dem Ben Affleck Regie führte, wurden in Uphams Corner gedreht.

## Geschichte

### Ansiedlung und Eingemeindung

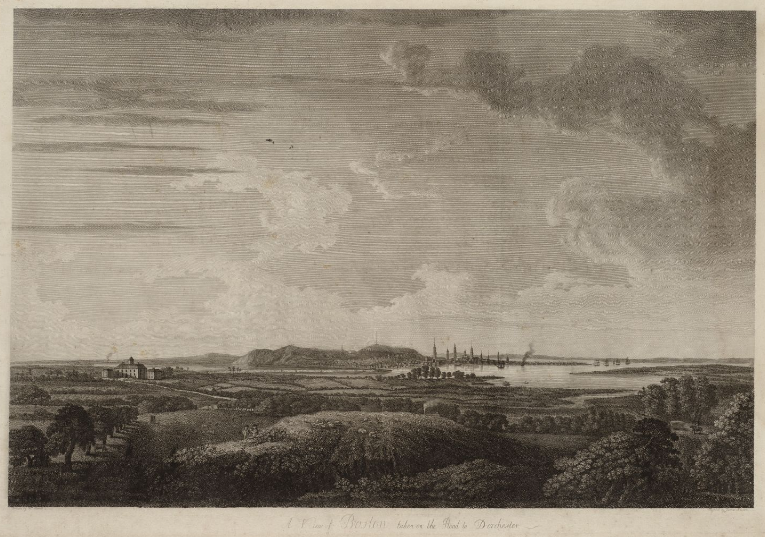
Blick von Dorchester nördlich in Richtung Boston, ca. 1781

Am 30. Mai 1630 erreichte Kapitän Squib auf der Mary and John den Boston Harbor. Am 17. Juni 1630 landete ein Boot mit acht Mann Besatzung an der Küste von Dorchester an einer schmalen Halbinsel namens Mattapan oder auch Mattaponnock, heute bekannt als Columbia Point bzw. Harbor Point. Die Besatzung des Schiffes – darunter waren William Phelps, Roger Ludlow, John Mason, Samuel Maverick und Nicholas Upsall – gründete die Stadt Dorchester dort, wo sich heute die Kreuzung zwischen Columbia Road und Massachusetts Avenue befindet. Obwohl Dorchester vor über 100 Jahren von Boston annektiert wurde, wird der Jahrestag der Gründung immer noch jedes Jahr am Dorchester Day gefeiert, unter anderem mit einer Parade entlang der Dorchester Avenue.
Die meisten der frühen Siedler in Dorchester stammten aus South West England, einige aus der englischen Stadt Dorchester in Dorset, wo der Pastor John White führender Befürworter einer puritanischen Siedlung in der Neuen Welt war. John White wurde auch der heimliche Verfechter der Massachusetts Bay Colony genannt, weil er trotz seiner umfangreichen Bemühungen in England blieb und nie in die Kolonie emigrierte, für die er eintrat. Die gegründete Stadt zentrierte sich um die First Parish Church of Dorchester, die heute noch als unitarisch-universale Kirche auf dem Meetinghouse Hill existiert. Sie ist damit die älteste religiöse Organisation im heutigen Boston.
Am 8. Oktober 1633 wurde in Dorchester die erste Gemeindeversammlung (englisch Town Meeting) der US-amerikanischen Geschichte abgehalten. Heute wird daher jeweils am 8. Oktober der Town Meeting Day in ganz Massachusetts gefeiert.
In Dorchester gab es mit der Mather School, die 1639 gegründet wurde, die erste öffentliche Elementary School in Amerika. Das Schulgebäude existiert noch heute als die älteste Schule ihrer Art in den Vereinigten Staaten.
1695 wurden Siedler ausgesandt, um die Stadt Dorchester in South Carolina zu gründen. Doch nach nicht einmal einem halben Jahrhundert wurde sie bereits wieder verlassen.

### Frühe Geschichte

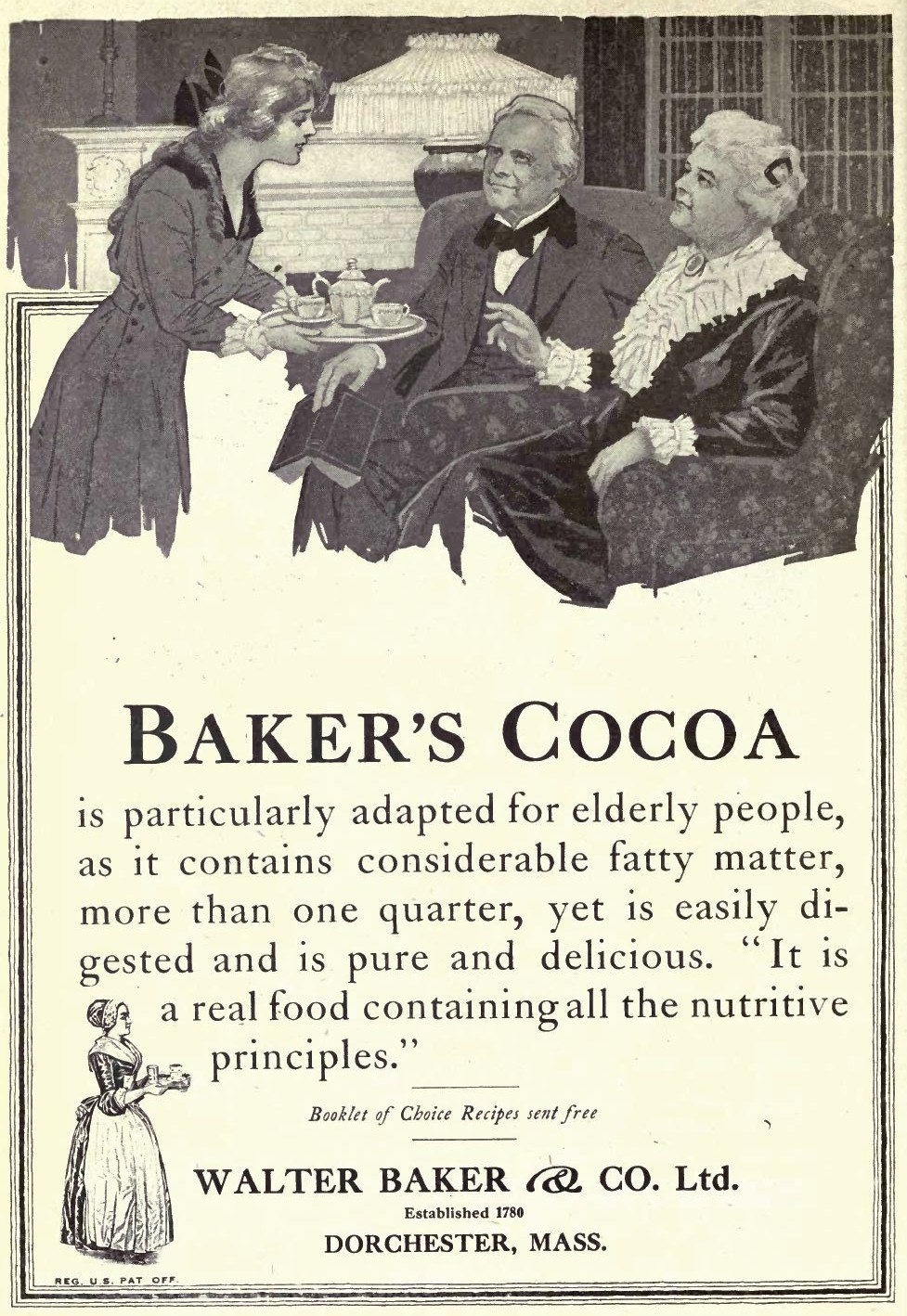
Anzeige für Baker's Cocoa in einer Ausgabe des Overland Monthly vom Januar 1919. Die Herstellung von Schokolade wurde in den Vereinigten Staaten 1765 durch John Hannon und Dr. James Baker in Dorchester erstmals durchgeführt. Die Firma Walter Baker & Company hatte ihren Sitz in Dorchester.

Im Jahr 1765 wurde Schokolade erstmals in den Vereinigten Staaten produziert, als der irische Schokoladenfabrikant John Hannon (teilw. auch Hannan geschrieben) Kakaobohnen von den West Indies importierte und in Dorchester weiterverarbeitete. Dabei arbeitete er mit dem US-amerikanischen Arzt und Investor Dr. James Baker zusammen. Kurz darauf eröffneten sie die erste amerikanische Schokoladenfabrik in Lower Mills. Die Walter Baker Chocolate Factory war als Teil der Walter Baker & Company bis 1965 in Betrieb.
Vor der Amerikanischen Revolution trafen sich die Sons of Liberty im August 1769 in der Lemuel Robinson-Taverne, die an der östlichen Seite der Washington Street nahe der heutigen Fuller Street stand. Lemuel Robinson war während der Revolution ein Vertreter der Stadt und diente als Colonel in der Revolutionsarmee. Dorchester (inkl. eines Teils des heutigen South Boston) war im Jahr 1776 ebenso Schauplatz des Battle of Dorchester Heights, der schließlich zur Evakuierung der Briten aus Boston führte. Dieser Tag wird in Suffolk County noch heute jährlich am 17. März als Evacuation Day gefeiert.

### Viktorianische Ära

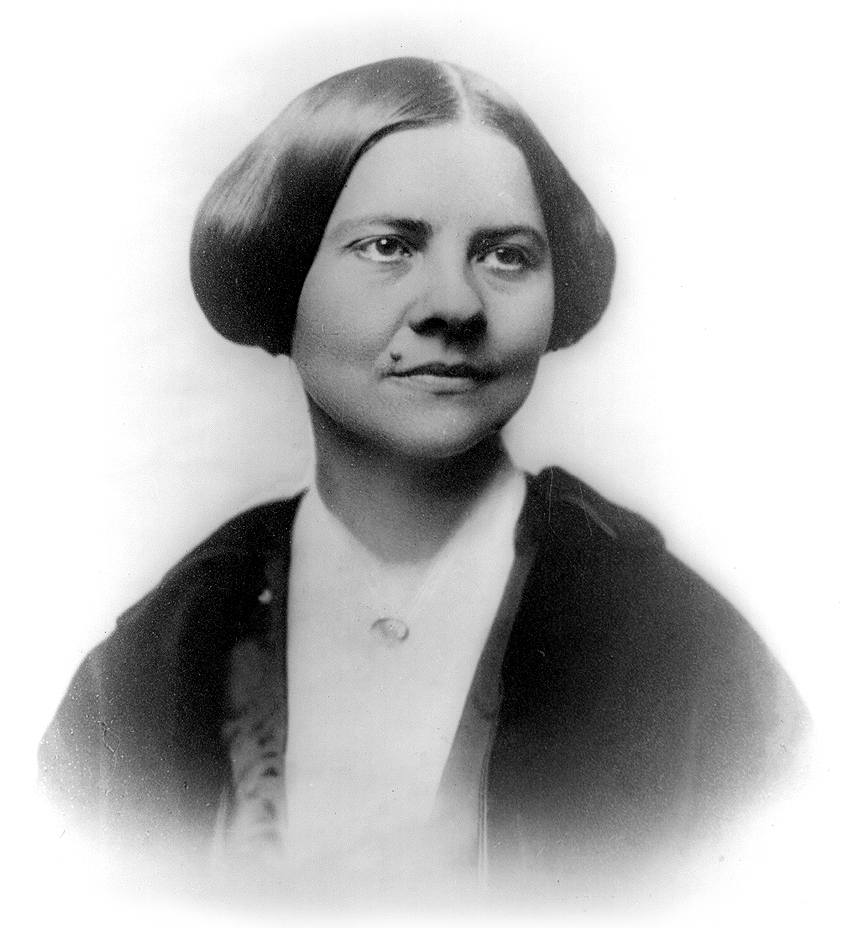
Eine der einflussreichsten Einwohnerinnen von Dorchester war Lucy Stone, die sich bereits früh für die Rechte der Frauen einsetzte.

Im Viktorianischen Zeitalter wurde Dorchester zu einem beliebten Rückzugsort für die Bostoner Elite und entwickelte sich zu einer Schlafstadt, die über die ausgebaute Verkehrsanbindung sehr gut mit dem Stadtzentrum verbunden war. Die Mutter und Großeltern von John F. Kennedy lebten während seiner Zeit als Bostoner Bürgermeister im Bezirk Ashmont Hill.
Der US-amerikanische Poet Oliver Wendell Holmes, Sr. schrieb im Jahr 1830 ein Gedicht namens The Dorchester Giant und erwähnt darin ein spezielles Gestein, das Gesteinskonglomerat Roxbury Puddingstone, das auch in Dorchester abgebaut wurde und aus dem viele Kirchen und Denkmale in Boston bestehen. Dazu zählt insbesondere die Church of the Covenant im Stadtteil Back Bay.
1845 verlief eine Strecke der Old Colony Railroad durch das Gebiet und verband Boston mit Plymouth. Der Bahnhof trug den Namen Crescent Avenue oder auch Crescent Avenue Depot. Später wechselte der Name zu Columbia und am 1. Dezember 1982 erneut zu JFK/UMass. Der Bahnhof wird heute durch die MBTA sowohl mit U-Bahnen als auch mit oberirdischem Schienenverkehr bedient.
In den 1880er Jahren wurde die Weide am Columbia Point als Abwasserkanal und als Standort für eine große Pumpstation genutzt, die bis heute erhalten ist. Zum Zeitpunkt ihrer Errichtung war sie wegweisend zur Behandlung von Abwässern und zur Verbesserung der Reinheit und Gesundheit im urbanen Lebensraum. Die Station pumpte das Abwasser zu einer entfernt gelegenen Behandlungsanlage auf Moon Island im Boston Harbor und diente weltweit als Vorbild für andere Systeme dieser Art. Die Anlage war bis 1968 in Betrieb, als auf Deer Island eine neue Behandlungsanlage errichtet wurde und die alte Pumpstation nicht mehr erforderlich war. Sie ist neben ihrer Funktion auch aus architektonischer Sicht interessant, da sie im durch Henry Hobson Richardson beeinflussten Romanischen Stil vom Bostoner Stadtarchitekten George Clough entworfen wurde. Es ist darüber hinaus das einzig am Columbia Point verbliebene Gebäude aus dem 19. Jahrhundert und wurde in das National Register of Historic Places eingetragen.

### Annektierung durch Boston

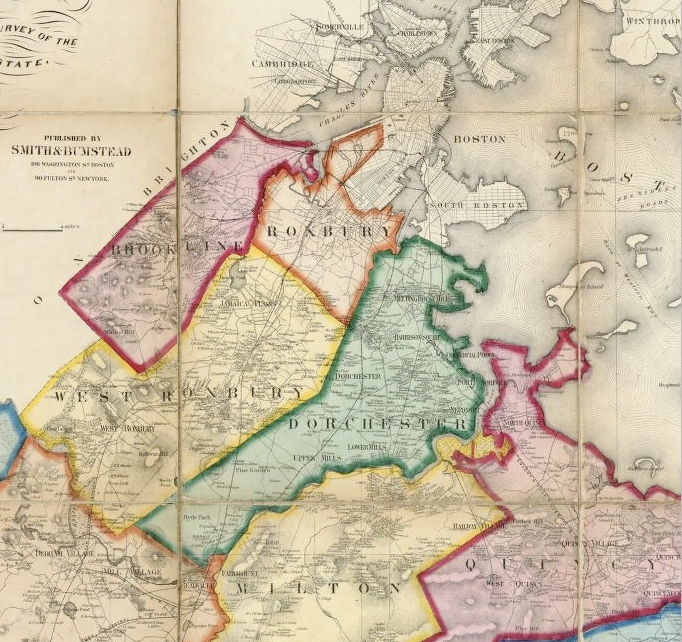
Karte von Dorchester und Umgebung aus der H. F. Walling Map of the County of Norfolk, Massachusetts, 1858.

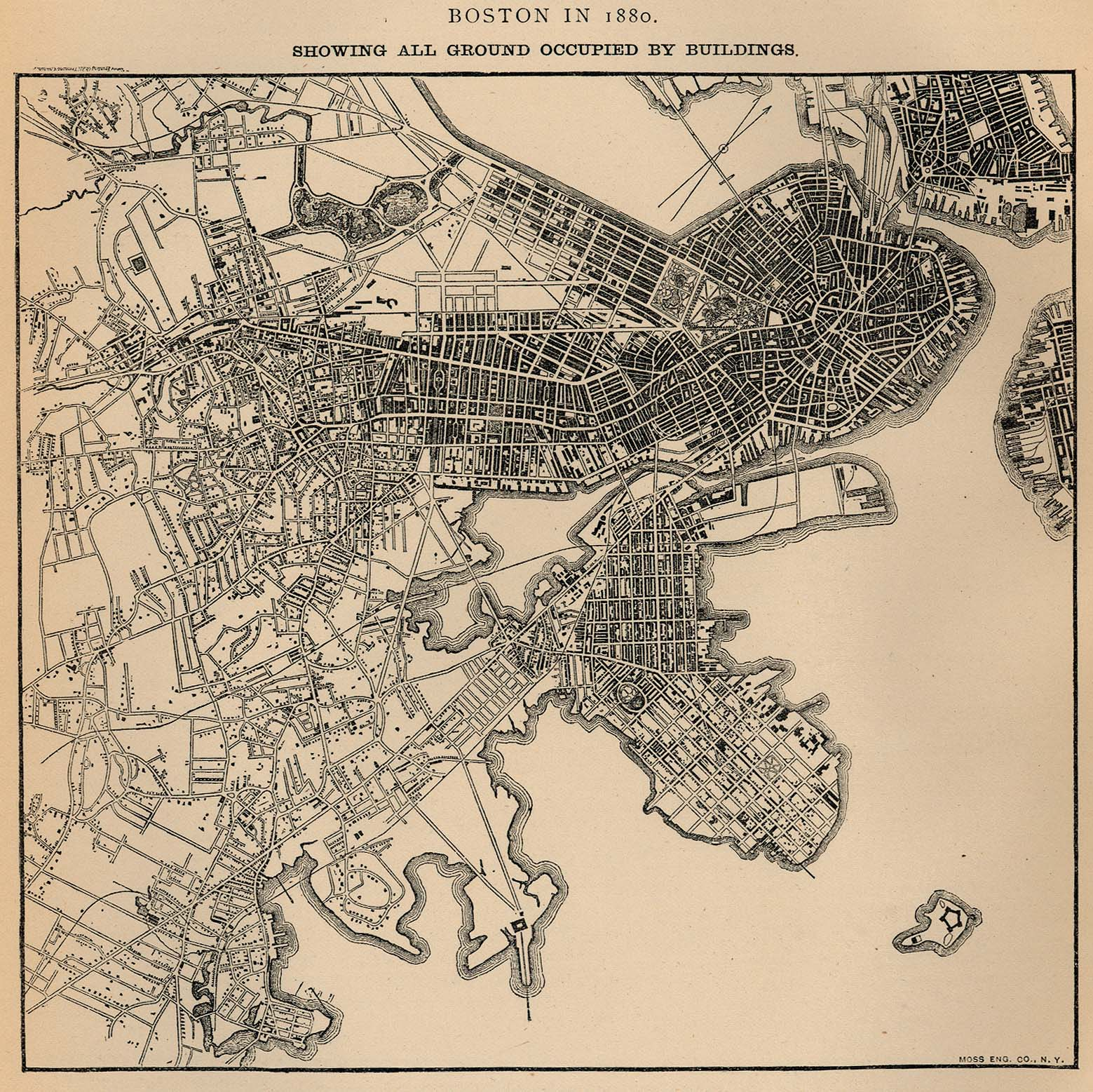
Karte mit Grundstücken, die 1880 nach der Annektierung mit Gebäuden besetzt waren. Dorchester befindet sich im unteren linken Quadranten. Quelle: United States Census Bureau.

Die Annektierung von Dorchester durch Boston erfolgte in einem kontinuierlichen Prozess vom 6. März 1804 bis zum 22. Juni 1869 und endete mit einem diesbezüglichen Plebiszit in Boston und Dorchester. Als Resultat wurde Dorchester am 3. Januar 1870 offizieller Teil von Boston. Dies ist ebenfalls der historische Grund dafür, dass Dorchester Heights heute zu South Boston und nicht zu Dorchester gehört, da es von Dorchester bereits im Jahr 1804 an Boston abgetreten wurde. Weitere Teile des ursprünglichen Dorchester wurden in den Jahren 1792, 1814, 1819 und 1855 an Quincy übertragen, andere Bestandteile wurden zu den eigenständigen Städten Milton (1662), Stoughton (1726) und Hyde Park (1868, später ebenfalls durch Boston annektiert).
Im Jahr 1891 wurde der Landschaftsarchitekt Frederick Law Olmsted, der bereits Projekte wie den Boston Public Garden und den Emerald Necklace realisiert hatte, mit der Errichtung des Dorchester Park als Stadtwald für die wachsende Bevölkerung in Dorchester beauftragt.
1904 führte die Dorchester Historical Society den Dorchester Day ein, um an die Gründung der Siedlung Dorchester im Jahr 1630 zu erinnern. Der jährliche Festtag wird durch eine Vielzahl von Aktivitäten zelebriert.

### Frühes 20. Jahrhundert
Während des späten 19. und frühen 20. Jahrhunderts gab es einen verstärkten sozialen Aktivismus in Dorchester. Der Bezirk Jones Hill war der erste Stadtteil in Boston, der verschiedene Rassen erfolgreich integrierte. Einer der dortigen Einwohner war William Monroe Trotter, der gemeinsam mit W. E. B. Du Bois bei der Gründung des Niagara Movement half, dem Vorgänger der National Association for the Advancement of Colored People. Viele führende Suffragetten lebten ebenfalls in Dorchester, darunter Lucy Stone.
Im frühen 20. Jahrhundert gab es in Dorchester eine vermehrte Zuwanderung von Afroamerikanern aus dem Süden sowie durch Immigranten aus Irland, Kanada, Polen und Italien. Aus dieser Zeit stammen die dreistöckigen Apartmenthäuser, für die der Stadtteil so berühmt ist.

### Jüngere Vergangenheit

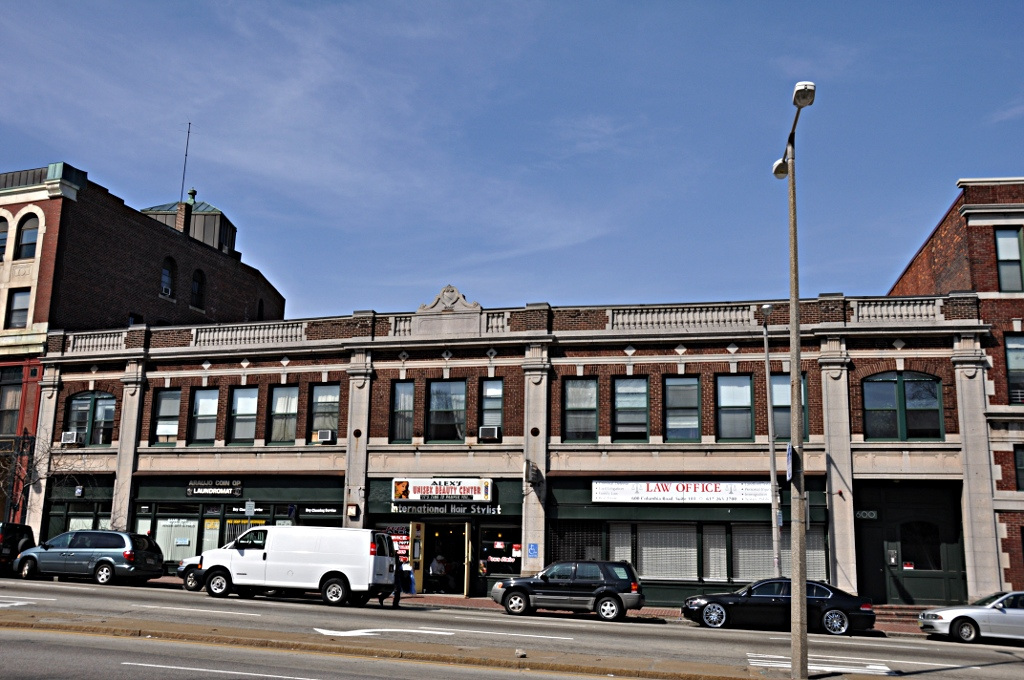
Foto eines Marktgebäudes in Uphams Corner (2010). Es zeigt die typische Straßenlandschaft des Stadtteils.

In den frühen 1950er Jahren war Dorchester ein Zentrum der Bürgerrechtsbewegung. So lebte Martin Luther King, Jr. dort für die meiste Zeit, in der er an der Boston University an seiner Dissertation schrieb:

“With Boston’s Baptist community riveted by his preaching and Coretta [Scott King] at his side, King’s circle grew. The Dorchester apartment drew friends and followers like a magnet, according to [friend and roommate John] Bustamante, with 'untold numbers of visitors coming from the other schools.' The roommates housed and fed the visitors, who would join in civil rights discussions.”

„Durch die aufgrund seiner Predigten eingeschworene Bostoner Baptistengemeinde und Coretta [Scott King] an seiner Seite wuchs seine Anhängerschaft beständig. Sein Apartment in Dorchester zog Freunde und Anhänger an wie ein Magnet, gemeinsam mit "unzähligen Besuchern aus anderen Schulen", wie [sein Freund und Zimmergenosse John] Bustamante erzählt. Die beiden boten den Besuchern, die an den Bürgerrechtsdiskussionen teilnehmen wollten, Nahrung und eine Herberge.“

Während der 1950er bis 1980er Jahre veränderte sich die ethnische Zusammensetzung von Dorchester erheblich. Bis in die 1950er Jahre lebten entlang der Blue Hill Avenue von Roxbury bis Mattapan beinahe ausschließlich Amerikaner mit jüdischer Abstammung, die dort bereits seit vielen Generationen beheimatet waren. In Neponset lebten vorwiegend irischstämmige Amerikaner. Während der 1950er bis 1960er Jahre zogen viele Afroamerikaner während der Großen afroamerikanischen Migration aus dem Süden in den Norden und siedelten sich an der Blue Hill Avenue und nahe gelegenen Straßen an. Während einige Juden in andere Vororte zogen, entwickelten einige Bostoner Banken und Grundstücksmakler einen Blockbusting-Plan für das Stadtgebiet. Die Gegend um die Blue Hill Avenue wurde intern besonders markiert, so dass ausschließlich die neu hinzugezogenen Afroamerikaner Hypotheken für dort stehende Häuser bekamen. Während dieser Veränderungen schoss die Kriminalitätsrate in die Höhe – Morde und Überfälle waren an der Tagesordnung. Die White flight war allgegenwärtig. In den 1980er Jahren war die Gegend um die Blue Hill Avenue in Dorchester zu einer vorwiegend von Schwarzen besiedelten Gegend geworden.
In der letzten Hälfte des 20. Jahrhunderts kam eine neue Welle von Immigranten in Dorchester an, dieses Mal aus Puerto Rico, der Dominikanischen Republik, Haiti, Jamaika, Trinidad und Tobago, Vietnam, von den Kapverdischen Inseln sowie aus weiteren Ländern in Lateinamerika, Asien und Afrika. Daneben zogen auch weiterhin noch viele Iren und Polen nach Dorchester. Die umfangreiche Zuwanderung durchmischte die Bevölkerung von Dorchester mehr als jemals zuvor in der langen Geschichte der Stadt, so dass ebenso mehr Einwohner aus mehr Ursprungsländern als je zuvor in dem Stadtteil wohnten. Diese Immigranten trugen dazu bei, viele Bereiche von Dorchester durch die Eröffnung von ethnischen Läden und Restaurants ökonomisch wiederzubeleben.

### Einwohnerentwicklung
Die Verteilung der 92.115 Einwohner auf ihre jeweilige Abstammung war im Jahr 2010 wie folgt: 36 % Afroamerikaner, 32 % Weiße, 12 % Hispanics oder Latinos, 11 % Asiaten oder Pacific Islander, 1 % Indigene Amerikaner, 4 % andere Rassen und 5 % zwei oder mehr Rassen.

## Politik

### Kriminalität
Die Kriminalitätsrate ist in Dorchester überdurchschnittlich hoch. Obwohl in dem Stadtteil nur ca. 15 % der Bostoner Gesamtbevölkerung leben, geschahen im Jahr 2010 dort 44 % der Morde. 2009 wurden 24 der 50 Morde in Boston in Dorchester verübt. Der Großteil der Verbrechen geschieht dabei in den Stadtteilen Dorchester, Mattapan und Roxbury, die jeweils aneinandergrenzen.

## Kultur und Sehenswürdigkeiten

### Museen
- John Fitzgerald Kennedy Library and Museum
- Staatsarchiv Massachusetts
- Commonwealth Museum

### Bauwerke
- Standort der Baker Chocolate Mill
- William Monroe Trotter House
- University of Massachusetts - Harbor Campus
- Büroräume des Boston Globe
- Sitz der Neponset River State Reservation
- First Parish Church of Dorchester
- James Blake House
- Captain Lemuel Clap House
- William Clapp House

### Parks
- Pope John Paul II Park Reservation
- Franklin Park Zoo

## Wirtschaft und Infrastruktur

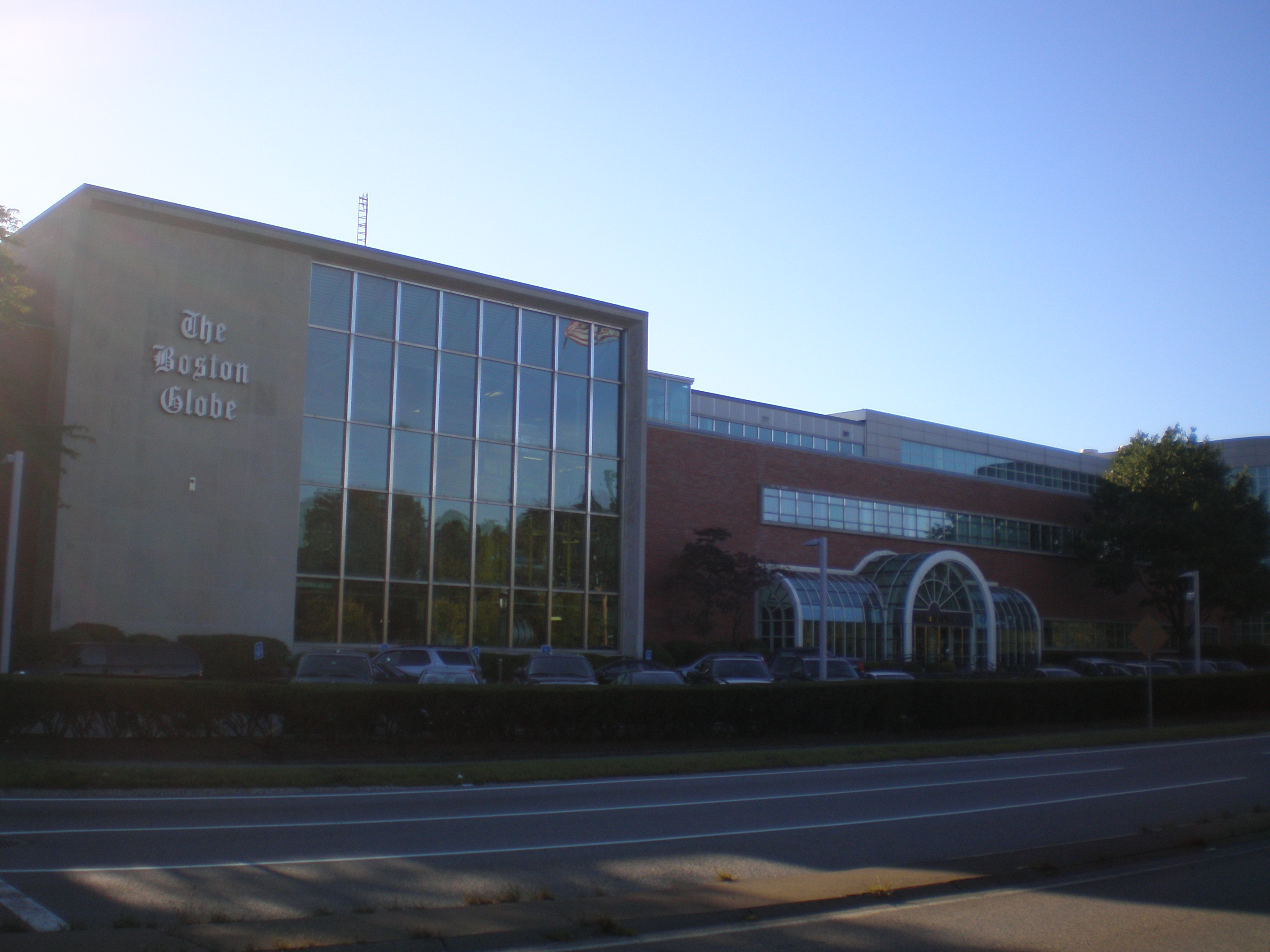
Das Hauptquartier des Boston Globe befindet sich am Morrissey Boulevard in Dorchester.

Während seiner gesamten Geschichte hatte Dorchester Abschnitte der ökonomischen Erholung, aber auch der Rezession. In den 1960er und 1970er Jahren wurde der Stadtteil besonders hart durch eine Rezession getroffen, die mit hoher Arbeitslosigkeit und der White flight einherging.
1953 zog das Carney Hospital von South Boston zu seinem heutigen Standort nach Dorchester, von wo aus das Krankenhaus neben Dorchester auch Mattapan, Milton und Quincy bedient.
Im gleichen Jahr wurde ein großes Projekt des Sozialen Wohnungsbaus auf der Halbinsel Columbia Point fertiggestellt. Insgesamt wurden dabei 1.502 Wohneinheiten auf 50 Acres (202.342,821 m²) Landfläche errichtet. Später wurde das Viertel bekannt für eine hohe Kriminalitätsrate und schlechte Lebensbedingungen und durchlief in den 1970er und 1980er Jahren eine sehr schwere Zeit. 1988 lebten dort nur noch 350 Familien. 1984 wurde die Leitung an die private Entwicklungsgesellschaft Corcoran-Mullins-Jennison übertragen, die das Gebiet modernisierte und für gemischte Einkommensgruppen neu konzipierte. Die in diesem Zuge entstandenen Harbor Point Apartments wurden 1988 eröffnet und 1990 fertiggestellt. Es war das erste föderale Wohnungsbau-Projekt in den Vereinigten Staaten, das auf diese Weise privatisiert wurde. Harbor Point gewann dadurch viel Anerkennung und erhielt verschiedene Auszeichnungen, unter anderem durch das Urban Land Institute, den FIABCI-Award für internationale Exzellenz sowie den Rudy Bruner Award.
Im 20. Jahrhundert verlegten viele der Gewerkschaften in Boston ihren Hauptsitz nach Dorchester, unter anderem die Boston Teachers Union, die International Brotherhood of Electrical Workers Local 103, das New England Regional Council of Carpenters sowie die International Association of Fire Fighters Local 718.
Während der Wohnungsbaukrise 2008 in den Vereinigten Staaten wurde die Hendry Street in Dorchester zum Epizentrum in den Medien. In der Folge konnte die Stadt Boston einige der dortigen Häuser für lediglich 30.000 US-Dollar erwerben und war auch an weiteren Gebäuden interessiert, für welche die Eigentümer keine Steuern mehr zahlen konnten. Die durch die Stadt gekauften Häuser wurden renoviert und dem Bestand an Sozialwohnungen zugeführt.
Im Jahr 2008 veröffentlichte die Corcoran-Jennison Company Pläne zur Neuentwicklung des 30 Acres (121.405,693 m²) großen Bayside Exposition Center auf der Columbia-Point-Halbinsel in eine gemischte Nutzfläche für Läden und Wohnhäuser mit Namen „Bayside on the Point“. Allerdings wurde das Bayside Expo Center im Jahr 2009 im Rahmen einer Zwangsversteigerung von dem in Florida ansässigen Immobilienunternehmen LMR/CMAT erworben und bereits kurze Zeit später an die University of Massachusetts Boston verkauft, die auf dem Gelände neue Campuseinrichtungen bauen will.

### Verkehr

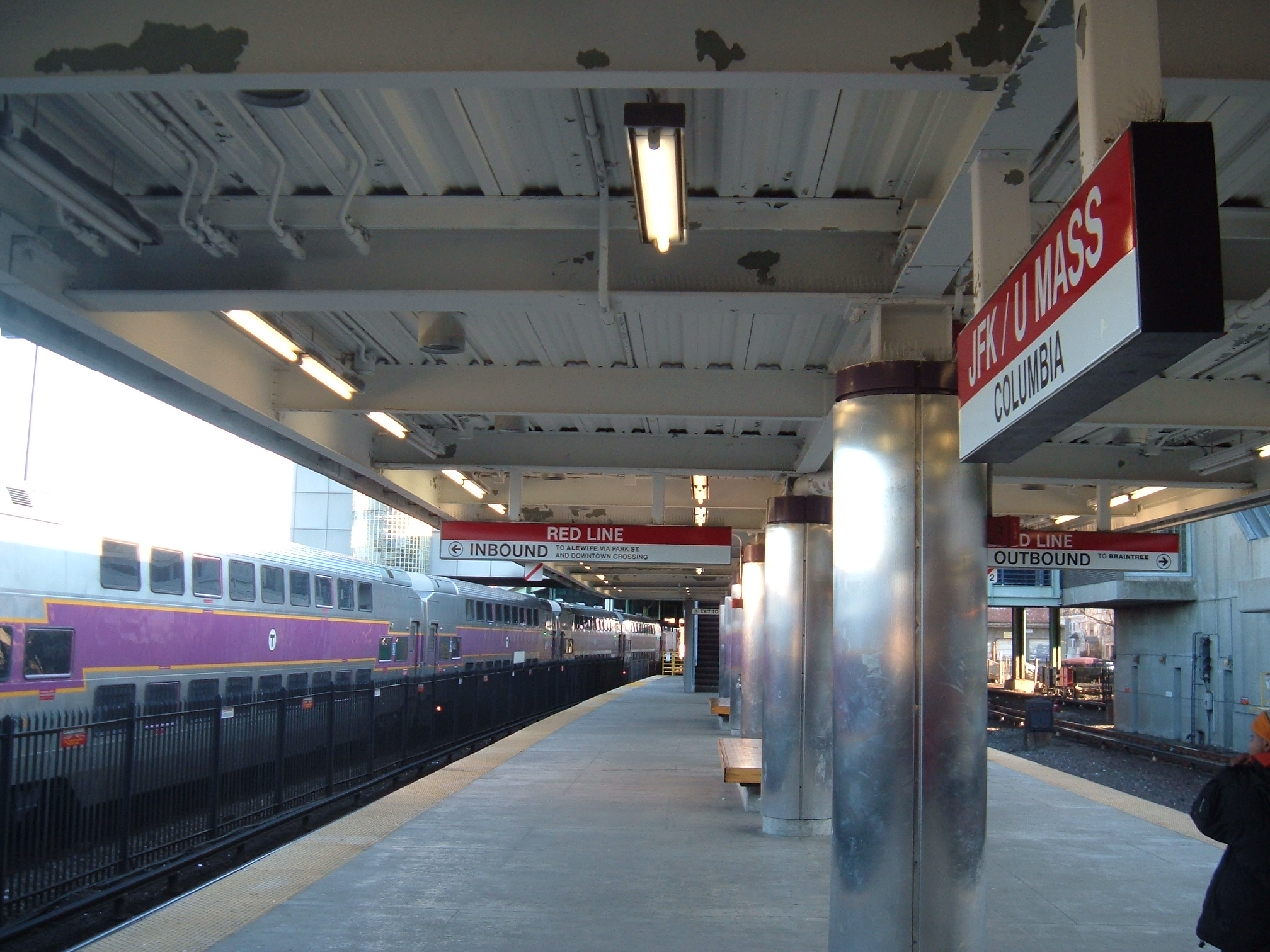
Bahnsteig der MBTA Red Line am JFK/UMass-Bahnhof

Der Stadtteil ist mit fünf Bahnstationen des Schnellbahnverkehrs der MBTA Red Line, fünf Stationen auf der Ashmont–Mattapan High Speed Line, regionale Pendlerzüge sowie verschiedene Buslinien an den Öffentlichen Personennahverkehr angebunden. Im zurückliegenden Jahrzehnt wurde die durch Dorchester führende Red Line umfassend renoviert. Unter anderem wurden vier U-Bahnhöfe in Savin Hill, Fields Corner, Shawmut und Ashmont neu gebaut. An der Station in Ashmont arbeitete die Stadt Boston gemeinsam mit dem Staat Massachusetts und privaten Investoren am ersten Transit-Oriented Development des Staates mit Namen The Carruth.
Die Interstate 93 (zugleich Route 3 und Teil des U.S. Highway 1) verläuft von Norden nach Süden durch Dorchester zwischen Quincy und dem Bostoner Zentrum und bietet damit schnellen Zugang zum östlichen Teil von Dorchester. Daneben führen ebenfalls die Route 203 und die Route 28 durch Dorchester, ebenso wie der Gallivan Boulevard, die Morton Street und die nach ihrem Ende am Blue Hills Reservation benannte Blue Hill Avenue. Der ehemalige Dorchester Turnpike (die heutige Dorchester Avenue) führt vom Fort Point Channel in South Boston nach Lower Mills und rühmte sich einst, für Pferdekutschen geeignet zu sein.

### Medien
In Dorchester befindet sich der Hauptsitz des Boston Globe. Die New York Times, aktuelle Eigentümerin des Globe, stellte den Boston Globe zum Verkauf, was jedoch Widerstand in der Bostoner Bevölkerung hervorrief, die bereits andere große Arbeitgeber hatte schließen sehen. Nach Verhandlungen mit den Gewerkschaften und eingeführten Maßnahmen zur Kostenreduzierung gab die New York Times ihre Pläne zum Verkauf des Boston Globe im Oktober 2009 auf.

### Bildung

#### Öffentliche Schulen
In Dorchester werden die Schülerinnen und Schüler an den Boston Public Schools (BPS) ausgebildet. Die Verteilung der Schüler auf die verschiedenen Schulen durch die BPS basiert auf deren Präferenzen und Prioritäten.
Die Dorchester High School wurde bereits vor der Annektierung von Dorchester durch Boston gegründet und war zunächst eine reine Jungenschule und eröffnete am 10. Dezember 1852. Im Zuge der Annektierung im Jahr 1870 wurde das Management der Schule auf die Stadt Boston übertragen. Ein Neubau wurde 1901 an der Talbot Avenue im Bezirk Codman Square für Mädchen eröffnet, das heutige Gebäude an der Peacevale Road stammt aus dem Jahr 1925 und nahm nur Jungen auf. 1953 wurde die Dorchester High School koedukativ.
Heute befinden sich in Dorchester viele Highschools der Stadt. Die ehemalige Dorchester High School wird als Dorchester Education Complex weitergeführt. Die bedeutendsten Schulen in diesem Komplex sind die aus der Academy of Public Service und der Edward G. Noonan Business Academy hervorgegangene Dorchester Academy und die TechBoston Academy.
In Dorchester befinden sich ebenfalls die Boston Latin Academy und die Jeremiah E. Burke High School sowie die folgenden Schulen:
- Boston Collegiate Charter School, Grade 5–12
- Codman Academy Charter Public School, Grade 9–12
- Paul A. Dever Elementary School, Kindergarten bis Grade 5
- Edward Everett Elementary School, Kindergarten bis Grade 5
- Lilla Frederick Pilot Middle School, Grade 6–8
- The Harbor School, Grade 6–8
- Dr. William H. Henderson Inclusion Elementary School (formerly Patrick O’Hearn Elementary School), Kindergarten bis Grade 5
- Thomas J. Kenney Elementary School, Kindergarten bis Grade 5
- The Mather Elementary School, Vorschule bis Grade 5
- John W. McCormack School, Grade 6–8
- Richard J. Murphy Elementary School, Kindergarten bis Grade 8
- Neighborhood Charter School, Kindergarten bis Grade 8
- William E. Russell Elementary, Kindergarten bis Grade 5
- Smith Leadership Academy Charter School, Grade 5–8
- Lucy Stone School, Kindergarten bis Grade 5
- TechBoston Lower Academy (ehemals Woodrow Wilson Middle School), Grade 6–9
- Uphams Corner Charter School, Grade 5–8

#### Bekenntnisschulen
Die Pope John Paul II Catholic Academy des Erzbistums Boston unterhält den Columbia Campus, den Mattapan Square Campus, den Lower Mills Campus und den Neponset Campus.
Weitere Bekenntnisschulen in Dorchester sind:
- Boston College High School, Grade 7–12
- Cristo Rey High School Boston, Grade 9–12
- Elizabeth Seton Academy, Grade 9–12
- St. Brendan School, Kindergarten bis Grad 8
- St. Matthew School, Kindergarten bis Grad 8

#### Colleges und Universitäten
- Die University of Massachusetts Boston ist eine städtische öffentliche Forschungs-Universität und verfügt über den zweitgrößten Campus im System des University of Massachusetts. Sie befindet sich am Columbia Point in Dorchester.
- Das Labouré College ist ein römisch-katholisches, koedukatives College und ermöglicht unter anderem den Abschluss eines Associate Degree in der Krankenpflege und in Gesundheitswissenschaften. Es befindet sich auf dem Gelände des Carney Hospital in Lower Mills.

#### Öffentliche Bibliotheken
Die Boston Public Library unterhält in Dorchester sechs lokale Standorte. Die Filialen befinden sich in der Adams Street, am Codman Square sowie in Fields Corner, Grove Hall, Lower Mills und Uphams Corner.

## Persönlichkeiten

### Söhne und Töchter der Stadt
- Charles Baker Adams (1814–1853), Naturforscher
- Samuel Armstrong (1784–1850), Politiker
- Ray Bolger (1904–1987), Varieté-Künstler und Schauspieler, bekannt als die Vogelscheuche im Film Der Zauberer von Oz aus dem Jahr 1939
- Sarah Bradlee Fulton (1740–1835), aktive Teilnehmerin des amerikanischen Unabhängigkeitskrieges
- Ralph A. Bradshaw (* 1941), Biochemiker
- David H. Buffum (1895–1941), US-Konsul in Leipzig
- James J. Bulger (1929–2018), ehemaliger Gangsterboss und Anführer der Winter Hill Gang
- Arthur Colgan (* 1946), katholischer Geistlicher, Weihbischof in Chosica, Peru
- Joe Conforte, Eigentümer der Mustang Ranch in Nevada
- James Bryant Conant (1893–1978), Chemiker, Präsident der Harvard-Universität, Wissenschaftspolitiker und US-Botschafter in Deutschland
- Clarence Cook, Kritiker und Schriftsteller des 19. Jahrhunderts
- Norm Crosby (1927–2020), Unterhaltungskünstler und Komiker
- Pete Doherty („The Duke of Dorchester“), professioneller Wrestler von 1973 bis 1994 sowie Programmsprecher bei der WWE von 1987 bis 1989
- John Anthony Dooher (* 1943), römisch-katholischer Geistlicher, emeritierter Weihbischof in Boston
- James Gentle (1904–1986), Hockeyspieler
- Burt Goldblatt (1924–2006), Grafikdesigner, Fotograf und Autor
- Kay Hanley (* 1968), Musikerin des Alternative Rock, bekannt als Sängerin der Band Letters to Cleo
- Thaddeus William Harris (1795–1856), Entomologe und Botaniker
- Kevin Hayes (* 1992), Eishockeyspieler in der National Hockey League, aktuell bei den Philadelphia Flyers unter Vertrag
- Joseph P. Kennedy (1888–1969), Geschäftsmann und Politiker
- Rose Kennedy (1890–1995), Mutter des US-Präsidenten John F. Kennedy
- John King (* 1963), Journalist
- Jonathan Knight (* 1968), Sänger von New Kids on the Block
- Jordan Knight (* 1970), Sänger von New Kids on the Block
- Dennis Lehane (* 1965), Autor
- Richard P. Martin (* 1954), klassischer Philologe
- Neal McDonough (* 1966), Schauspieler
- John Joseph Mulcahy (1922–1994), Weihbischof in Boston
- Leonard Nimoy (1931–2015), Schauspieler (bekannt als Spock), Regisseur, Poet, Musiker und Fotograf
- Lawrence O’Donnell (* 1951), früherer Berater von Senator Daniel Patrick Moynihan
- Chris O’Sullivan (* 1974), Eishockeyspieler und -scout
- Omega Red, Rapper, Musiker und Schauspieler, Neffe von Donna Summer
- Lucy Stone (1818–1893), Abolitionistin und Suffragette
- Donna Summer (1948–2012), Sängerin
- Reuben Gold Thwaites (1853–1913), Bibliothekar und Historiograph
- Donnie Wahlberg (* 1969), Sänger, Schauspieler und Filmproduzent sowie Mitglied bei New Kids on the Block
- Mark Wahlberg (* 1971), Schauspieler, nominiert für den Academy Award
- Marty Walsh (* 1967), Politiker, Bürgermeister von Boston

### Persönlichkeiten, die vor Ort gewirkt haben
- Richard Mather (1596–1669), Geistlicher, geistlicher Führer der ersten Puritanergeneration in Neuengland
- Samuel Armstrong (1784–1850), ehemaliger Gouverneur von Massachusetts
- William Taylor Adams (1822–1897), schrieb unter dem Pseudonym „Oliver Optic“ Romane und war in der Schulverwaltung in Dorchester beschäftigt

- Calixa Lavallée (1842–1891), Komponist der Kanadischen Nationalhymne und Autor des Offertoriums zur Weihung der Kirche St. Peter’s of Dorchester (1883)[76]
- Alonzo B. Cook (1866–1956), ehemaliger State Auditor von Massachusetts
- Robert Bergenheim (1924–2010), in Dorchester aufgewachsener Gründer des Boston Business Journal
- Martin Luther King, Jr. (1929–1968), Bürgerrechtler
- William M. Bulger (* 1934), Politiker in Massachusetts und ehemaliger Präsident des Senats sowie der University of Massachusetts
- Elliott Francis (* 1987), Fernseh- und Radiojournalist

## Sonstiges

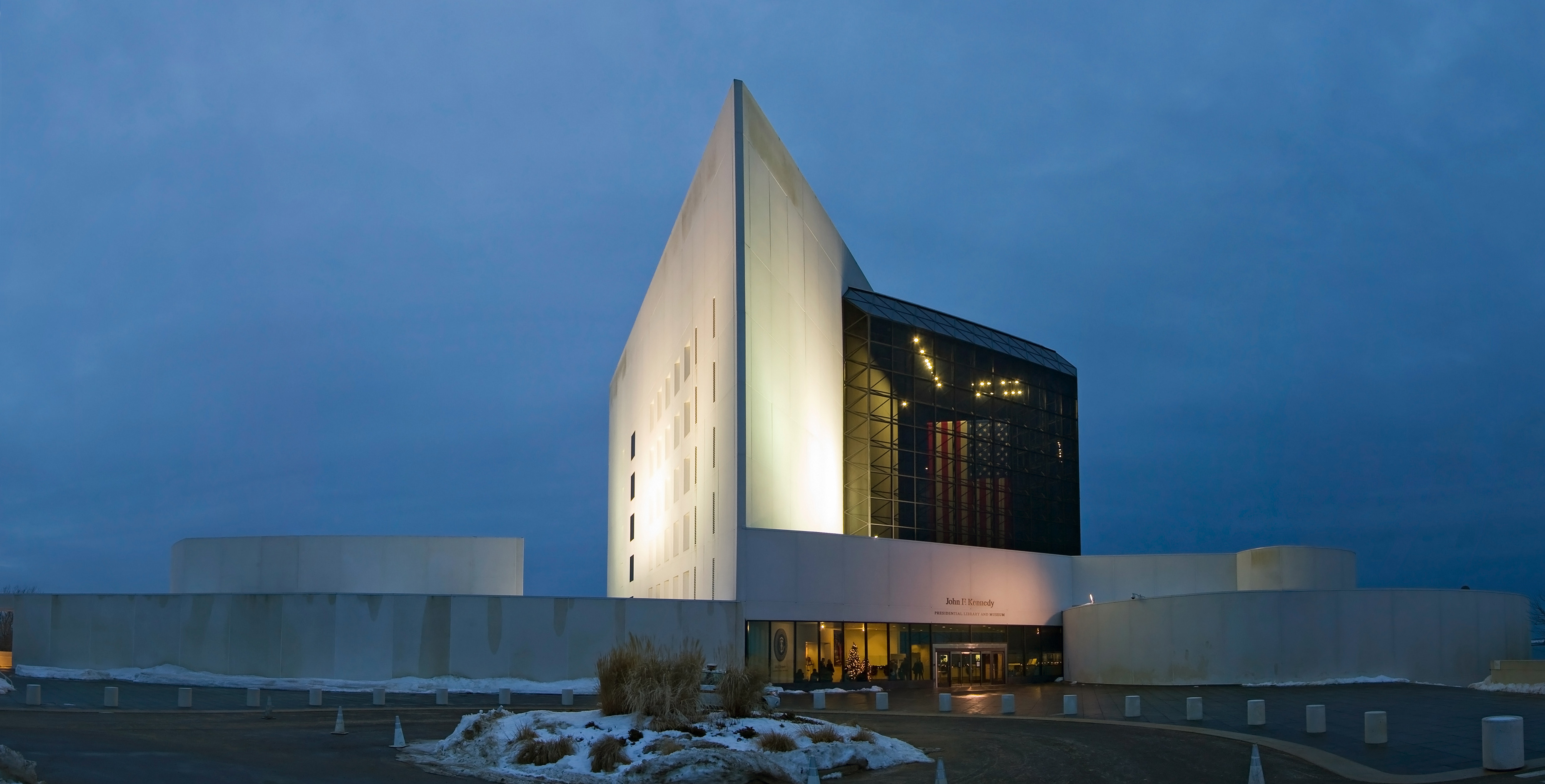
Das John F. Kennedy Presidential Library and Museum auf der Halbinsel Columbia Point

Das erste Medizinische Versorgungszentrum in den Vereinigten Staaten war das Columbia Point Health Center in Dorchester. Es wurde im Dezember 1965 eröffnet und versorgte hauptsächlich den direkt benachbarten umfangreichen Wohnkomplex. Das Zentrum wurde von den Ärzten Jack Geiger (Harvard University, später Tufts University) und Count Gibson (Tufts University) gegründet. Geiger hatte zuvor die ersten medizinischen Versorgungszentren und die Prinzipien der gemeinschaftlichen Erstversorgung gemeinsam mit Sidney Kark und weiteren Kollegen als Medizinstudent im ländlichen KwaZulu-Natal in Südafrika kennengelernt. Das ehemalige Columbia Point Health Center wird seit 1990 den Gründern zu Ehren unter dem Namen Geiger-Gibson Community Health Center betrieben.
Nachdem 1977 der Versuch gescheitert war, die John F. Kennedy Library in Cambridge und damit in der Nähe der Harvard University anzusiedeln, war der Weg frei, um das John F. Kennedy Presidential Library and Museum auf die Halbinsel Columbia Point zu platzieren. Das Gebäude wurde vom Architekten Ieoh Ming Pei entworfen und am 20. Oktober 1979 eingeweiht.
Das älteste noch stehende Wohnhaus der Stadt Boston, das James Blake House, befindet sich am Edward Everett Square an der historischen Kreuzung von Columbia Road, Boston Street und Massachusetts Avenue in der Nähe der Dorchester Historical Society. Es wurde 1661 erbaut, wir durch eine entsprechende Dendrochronologie bestätigt wurde.
Einige der ältesten Straßen in Dorchester wechselten ihren Namen im Laufe der Jahrhunderte gleich mehrfach. So wurde beispielsweise der nach einem der ersten Siedler John Leavitt benannte Leavitt Place zunächst in Brook Court und später in Brook Avenue Place umbenannt.